# Cervara di Roma
Cervara di Roma es una localidad italiana de la provincia de Roma, región de Lacio, con 472 habitantes.

## Evolución demográfica
| Gráfica de evolución demográfica de Cervara di Roma entre 1861 y 2001 |
|                                                                       |
| Fuente ISTAT - elaboración gráfica de Wikipedia                       |